# Трубецкой, Андрей Александрович
Андрей Александрович Трубецкой (род. 19 октября 1974 года, г. Северодонецк, УССР) — политический деятель Ханты-Мансийского автономного округа, глава Сургутского района.

## Биография
Родился в Луганской области УССР, в г. Северодонецке.
В марте 1981 года вместе с семьей переехал в п. Барсово (входит в состав Сургутского района ХМАО). В 1991 году Трубецкой окончил обучение в общеобразовательной школе — МБОУ Барсовская СОШ № 1.
В 1994 стал работать техником-экономистом в планово-экономической службе ООО «Сургутмебель» (дочернее Общество ОАО «Сургутнефтегаз»), где проработал в разных должностях до 1997 года: инженер-экономист первой категории, ведущий экономист-руководитель службы.
В 1994 поступил в Тюменскую государственную архитектурно-строительную академию. Обучался по специальности «экономист-менеджер». Обучение по специальности окончил в 1999 году.
В январе 1997 года перешёл на должность бухгалтера в одно из подразделений ОАО «Сургутнефтегаз» — нефтегазоперерабатывающее Управление «Быстринскнефть». В марте того же года переведён на должность «Экономист» в бухгалтерию. В 1999 году занял пост ведущего бухгалтера.
В 2000 году перешёл на должность заместителя начальника базы в сургутскую центральную базу производственного обслуживания по прокату и ремонту электропогружных установок ОАО «Сургутнефтегаз», в которой проработал 14 лет, до 2014 года.
В августе 2014 года назначен заместителем главы администрации Сургутского района — председателем комитета ЖКХ в комитете ЖКХ, транспорта и связи. В мае 2016 года переведён на должность заместителя главы Сургутского района в центральный аппарат главы.
28 октября 2016 года Решением Думы Сургутского района на втором заседании был избран главой Сургутского района. 31 октября состоялась инаугурация.

## Политическая карьера: работа в Думе Сургутского района
Трубецкой дважды избирался депутатом в Думу Сургутского района, он курировал поселение Барсово, в котором жил и оканчивал школу, а также несколько других поселений. Впервые был избран в Думу Сургутского района IV созыва 12 марта 2006 года. На первом заседании Думы Сургутского района IV созыва 21 марта 2006 года был избран заместителем председателя Думы Сургутского района, должность председателя Думы Сургутского района занял Киликиди Григорий Прокофьевич. В марте 2011 года он вошёл в состав Думы Сургутского района V созыва.
В марте 2016 года вступил во фракцию «Единая Россия», в иных фракциях не состоял.

## Сомнительная благотворительность на посту ГА Сургутского района
В 2021 году Трубецкой предложил оплатить ЖКХ ветеранам Сургутского района, впрочем не уточнив каким, но речь скорее всего шла о ветеранах ВОВ и ветеранах труда. Вероятно зная специфику демографии своего района он прекрасно знал, что тех и других в Сургутском районе найти практически невозможно. По мнению местных жителей вся эта акция носила характер самопиара.